# IBK Alingsås
IBK Alingsås är en innebandyklubb från Alingsås i Sverige, som spelar sina hemmamatcher i Stadsskogshallen.
Klubben grundades 1983. Herrlaget spelade 2017/2018 i Div 1 Västra, damlaget i division 1 Västra Götaland.